# Flugplatz Deiningen

i7
i11
i13
Der Flugplatz Deiningen war ein Fliegerhorst im schwäbischen Landkreis Donau-Ries. Er befand sich auf dem Gebiet der heutigen Gemeinde Deiningen und wurde von der Luftwaffe bis 1945 betrieben.

## Geografie
Der Flugplatz befand sich auf einer Anhöhe im Nördlinger Ries auf einer Höhe von 420 m. Entwässert wurde das Gelände durch den Lohgraben nach Osten zum Tal der Wörnitz, westlich fällt es zur Eger hin ab. In ca. 6 km Entfernung befand sich der größere Militärflugplatz Heuberg.

## Geschichte
Der Flugplatz wurde ab 1935 errichtet und 1939 zum Einsatzflugplatz ausgebaut. Es wurde dazu eine als Bauernhof getarnte Kommandantur errichtet. Es gab Trinkwasser-Zisternen, Tanks für Flugbenzin und im nahe gelegenen Wald fünf versteckte Munitionsbunker.
Der Flugplatz wurde über ein Abzweiggleis der Bahnstrecke Nördlingen–Wemding versorgt. Es gab ein als Wiese getarntes, quadratisches Rollfeld mit einem Kilometer Kantenlänge. Später wohl auch eine betonierte Startbahn und eine Start- und Landebahn-Befeuerung für den Nachtflug. Der Flugplatz diente hauptsächlich zur Ausbildung und als Ausweich-Landemöglichkeit und wurde von April 1944 bis April 1945 sechsmal durch Alliierte bombardiert. Bei Kriegsende wurden die Munitionsbunker durch die amerikanische Armee gesprengt. Die Reste sind noch heute im Wald erkennbar.

## Nachnutzung als Flüchtlingslager
Nach dem Zweiten Weltkrieg wurden die erhaltenen Gebäude vorübergehend von amerikanischen Soldaten genutzt. Nach der Vertreibung der Deutschen aus der Tschechoslowakei kamen im Herbst 1946 500 bis 600 Heimatvertriebene aus dem Egerland per Zug nach Deiningen, von denen etwa 440 auf dem ehemaligen Flugplatz Unterkunft fanden und die restlichen Menschen im nahegelegenen Heuberg.
Ursprünglich sollten die Militär-Baracken durch stabile Siedlungshäuser ersetzt werden, wozu es aber nie kam. Ab 1950 wurde dann die Auflösung des Lagers geplant, und in der Folge halbierte sich bis Ende 1951 die Zahl der Bewohner. Mitte 1952 lebten nur noch etwa 100 Personen in fünf verbliebenen Baracken. Endgültig aufgegeben wurde es vermutlich Ende der 1960er Jahre. Zum Lager gehörten in seinen Hochzeiten eine eigene Schule, eine Kirche und ein Gasthaus.
Mindestens bis in die 1980er Jahre wurde das ehemalige Flugplatzgelände intensiv landwirtschaftlich genutzt, und bis 2006 existierten auf dem Gelände, wenngleich in schlechtem Zustand, noch ein Wohnhaus und eine Scheune mit einem Nebengebäude. Nach einigem Leerstand erfolgte 2017 endgültig der Abriss der Wirtschaftsgebäude. Die Gegend galt 1996 als Rüstungs-Altlastgebiet.
Ein ehemaliger Bewohner des Flüchtlingslagers hatte 1949 die auf dem Gelände befindliche Baracke 22 erworben und anschließend in ein einfaches Holzwohnhaus umgebaut, das bis Mitte der 1960er Jahre von dem Besitzer und seiner Familie noch bewohnt wurde. Nachdem er das Gelände verlassen musste, baute er sie 1967 auf einem inzwischen erworbenen Grundstück in Heroldingen wieder auf. Die heute als Geräteschuppen benutzte Baracke 22 ist das letzte noch existierende Gebäude des ehemaligen Flugplatzes Deiningen.